# 吴宜灿
吴宜灿（1964年—），中国核能中子物理与应用技术专家，中国科学院合肥物质科学研究院核能安全技术研究所研究员、所长。2019年当选为中国科学院院士。

## 生平
1985年、1988年先后获西安交通大学学士和硕士学位。1992年毕业于中国科学院等离子体物理研究所，获博士学位。
2018年获美国核学会聚变核能杰出成就奖、欧洲聚变核能创新奖。
2019年当选为国际核能院（INEA）院士。

## 相关事件
2020年7月，中科院合肥核能研究所爆发集体离职事件，部分离职人员向媒体透露时任所长的吴宜灿“管理风格非常强势”，导致“加班文化”和“排球文化”盛行，每年年末需要花费大量时间准备“元旦晚会节目”并给吴宜灿送礼。